# 石抱
石抱（いしだき）とは、江戸時代に行われた拷問のひとつ。算盤（そろばん）責、石責ともいう。
笞打（ちだ､むちうち）に屈しない未決囚に施された拷問。牢問と呼ばれて、正規の拷問の前段階として行われた。
まず囚人は後手に緊縛される。囚衣の裾をはだけて脚部を露出させ、十露盤（そろばん）板と呼ばれる三角形の木を並べた台の上に正座させ、背後の柱にしっかり括り付ける。この時わずかに後ろにのけぞるように縛り付ける。石が胸部を圧迫しないようにするためである。三角の木材の鋭角の稜線が体重で脛に食い込んで苦痛を与える仕組みとなっている。さらにその太ももの上に石を載せる。石の重みで脛の部分に三角木材の稜線がさらに食い込み、非常な苦痛を味わわせることになる。しかしただ載せておくのではなく、石の端は左右に揺らされ更なる苦痛が与えられる場合が多い。
ももの上に載せられる石は「伊豆石」と呼ばれ、長さ3尺（約91センチ）、幅1尺（約30センチ）、厚さ3寸（約9センチ）、重さは1枚12貫（45キログラム）もあり、囚人が動いても落ちないよう大縄で結んであった。
石は大抵4枚程度まで順次載せられた。最初の回では4枚まで一気に載せ石抱の苦痛の恐ろしさを存分に知らしめ、次回の拷問では徐々に時間をかけて一枚ずつ載せていって、苦痛を長引かせるという手法がとられた。再度の石抱では、石を見ただけで初回の苦痛を思い出し、恐れおののいて白状に及ぶケースが多いためである。
最初の1枚から3枚までは苦痛のためにしきりに泣き叫び歯ぎしりし、髪を振り乱して苦悶し、よだれ・鼻水を垂らすが、4枚目になったあとのある時から苦痛を感じなくなってきて、茫然とした表情でしきりに周囲を眺めまわすなどの挙動が現れる。次に下半身が蒼白となってくるので、それ以上続けると生命に危険が及ぶため中止となる。拷問台から降ろされると歩行はおろか立つことすらできないので、かつがれて牢屋にもどされる。回復には何日もかかる。
これを日月をあけて、何回か行う。
同時に笞（むち）打ちが行われることもある。笞打ちといっても、ここで使われるのは竹を二つに割って麻糸で補強した箒尻（ほうきじり）というものである。打撃力が強いので囚人は二重三重の苦痛に苦しむことになる。
土佐藩では類似の拷問として、搾木（しめき）が用いられた。これは木製の大掛かりな器械で、三角形の木をギザギザに並べて向かい合わせに設置し、間に正座させた囚人の足を入れ、上から圧搾するもの。